# 부여 고란사 석조입상
부여 고란사 석조입상은 충청남도 부여군 부여읍, 국립부여박물관에 있다. 2009년 12월 24일 부여군의 향토문화유산 제104호로 지정되었다.